# Кармраванк
Кармраванк (арм. Կարմրավանք) — армянский монастырский комплекс X века, расположенный на южном берегу озера Ван одноимённой провинции Турции. Его создание приписывается королю Гагику I из династии Арцрунидов.  

## История
Название Кармраванк переводится с армянского, как Красный монастырь. По-турецки он называется Гёрюнду Килисеси (тур. Göründü Kilisesi).
Об истории монастыря мало что известно. Предание приписывает его основание королю Гагику I из Васпуракана. Этот король был ответственен за основание многих монастырей в этом регионе, в первую очередь церкви Святого Креста на острове Ахтамар и других. Кармракванк получил свое название от реликвария монастыря, украшенного красными драгоценными камнями и содержащего частицы Животворящего Креста. В конце XIX века монастырь был одним из немногих оставшихся владений Ахтамарского католикосата. В 1895 году он был разграблен курдами.

## Устройство комплекса
Монастырский комплекс сохранился в виде двух церквей и полуразрушенной оборонительной стены. Главная церковь, называемая Сурб Аствацацин (церковь Пресвятой Богородицы), представляет собой большое сооружение с куполом над высоким барабаном. На его северной стороне находится церковь меньшего размера, название которой неизвестно. Обе церкви построены из сланцевых блоков. Оборонительная стена все еще довольно цела на восточной и северной сторонах монастыря, где ее толщина составляет 1,4 метра. С южной стороны стена полностью разрушена, и местонахождение входа определить невозможно.
За исключением двух церквей, в пределах стены нет сохранившихся оригинальных построек. Группа одноэтажных зданий в северо-западной части комплекса, используемые в прошлом как овчарни и коровники, сейчас заброшены и находятся в состоянии обрушения.
По словам местных жителей, которым рассказали заезжие армяне, когда-то в небольшой роще напротив монастыря была мельница, а на нижних склонах ближе к озеру росли виноградники. Хотя от них не осталось никаких очевидных следов.

## Галерея

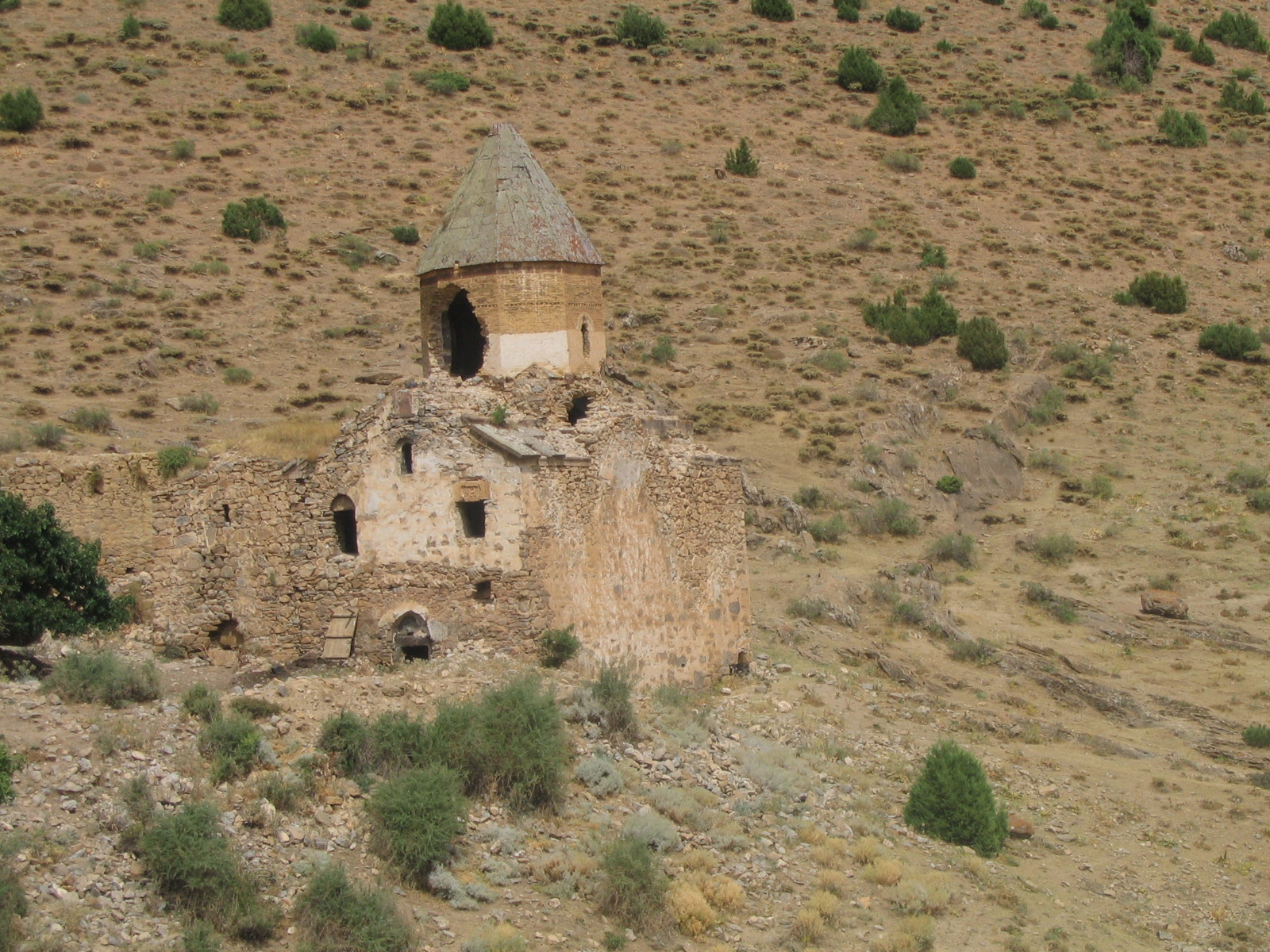
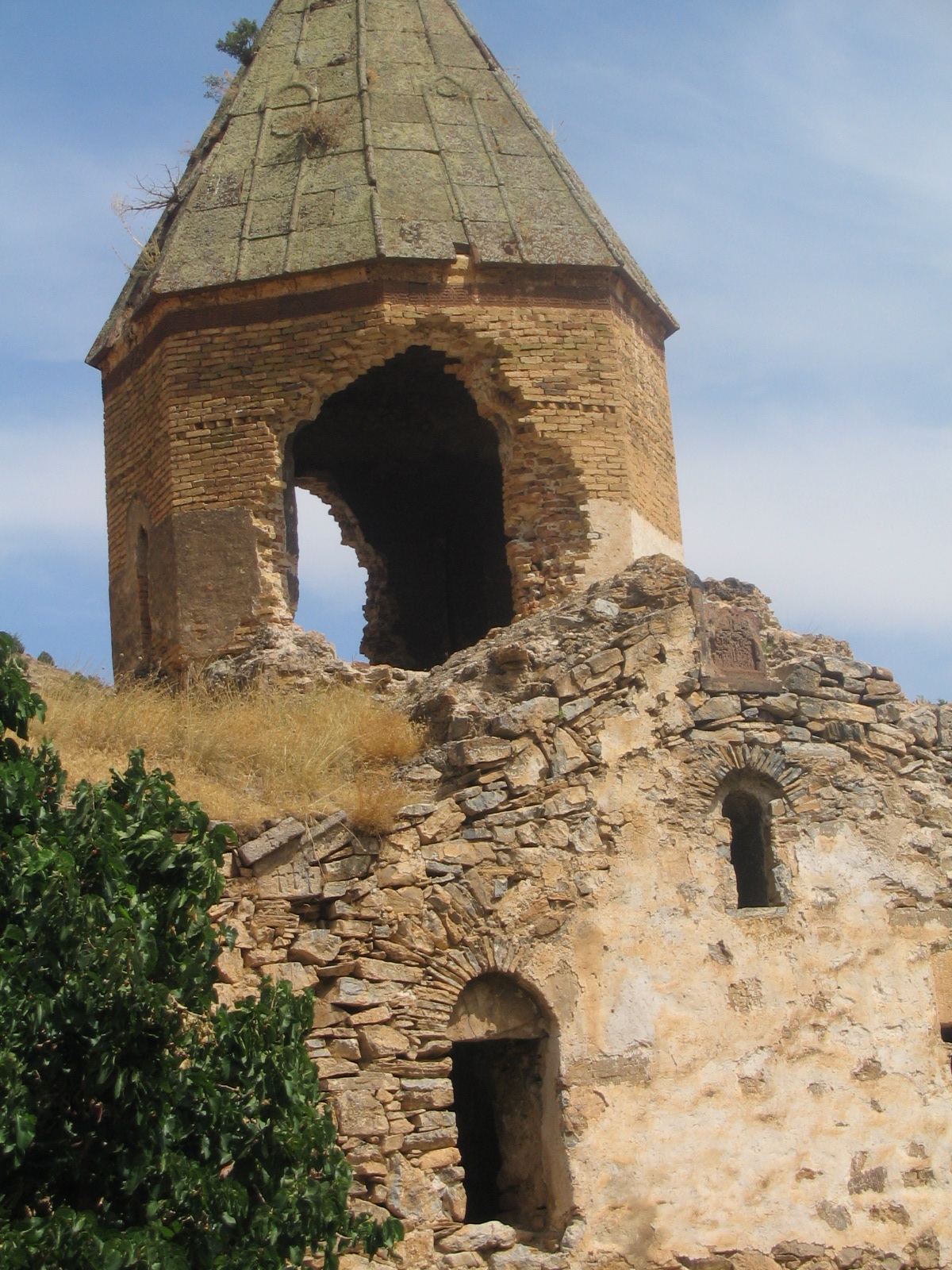
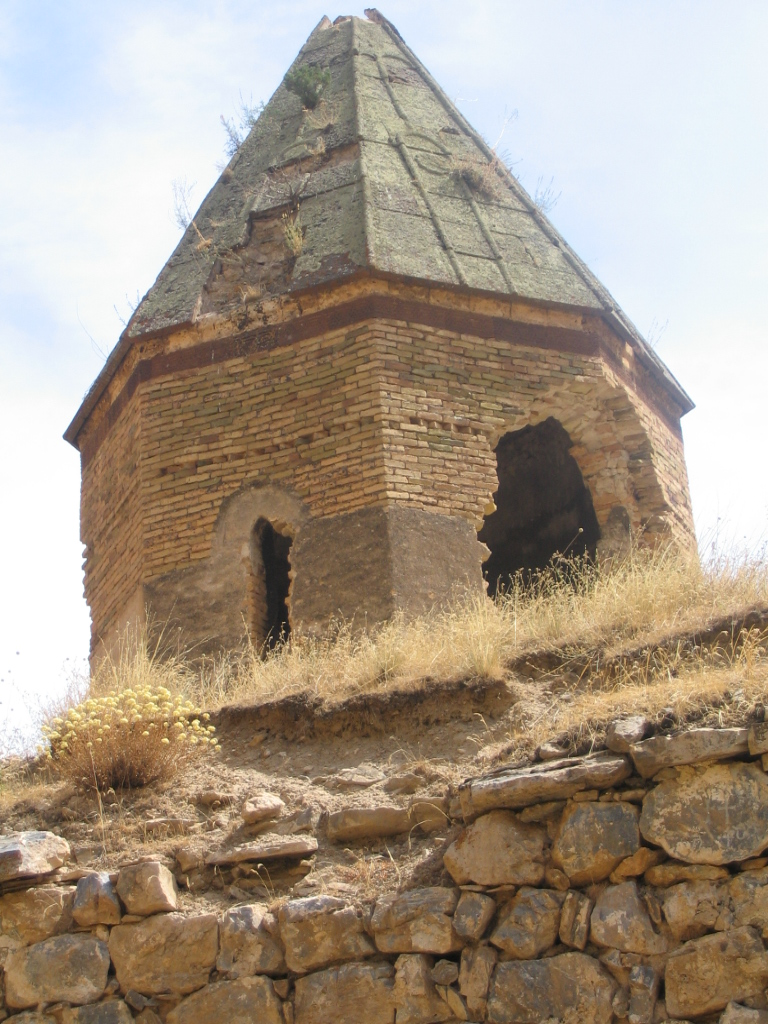
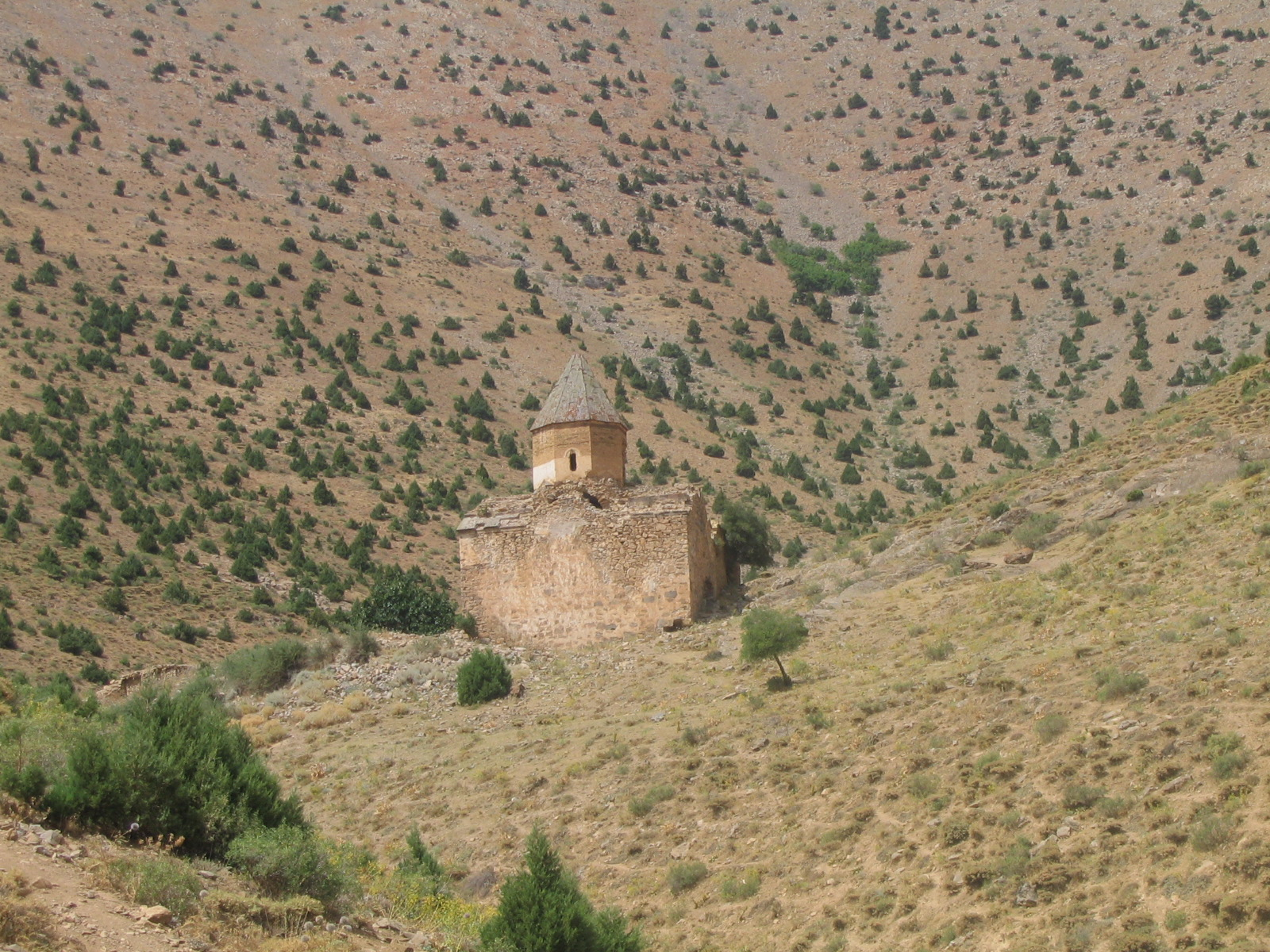
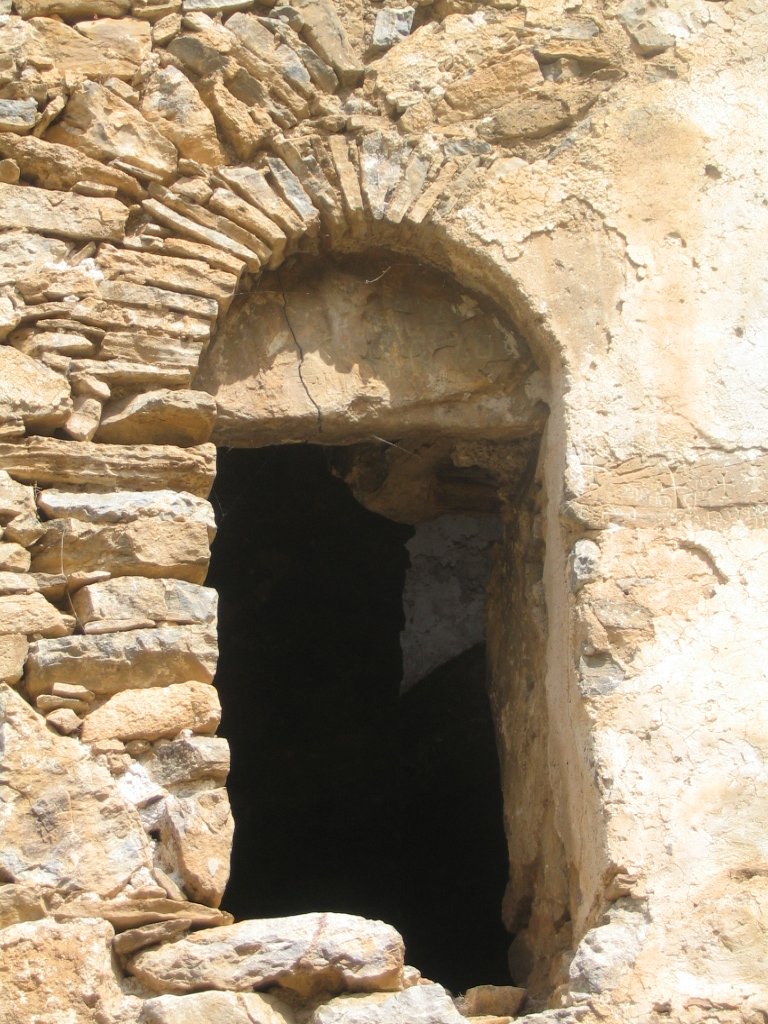
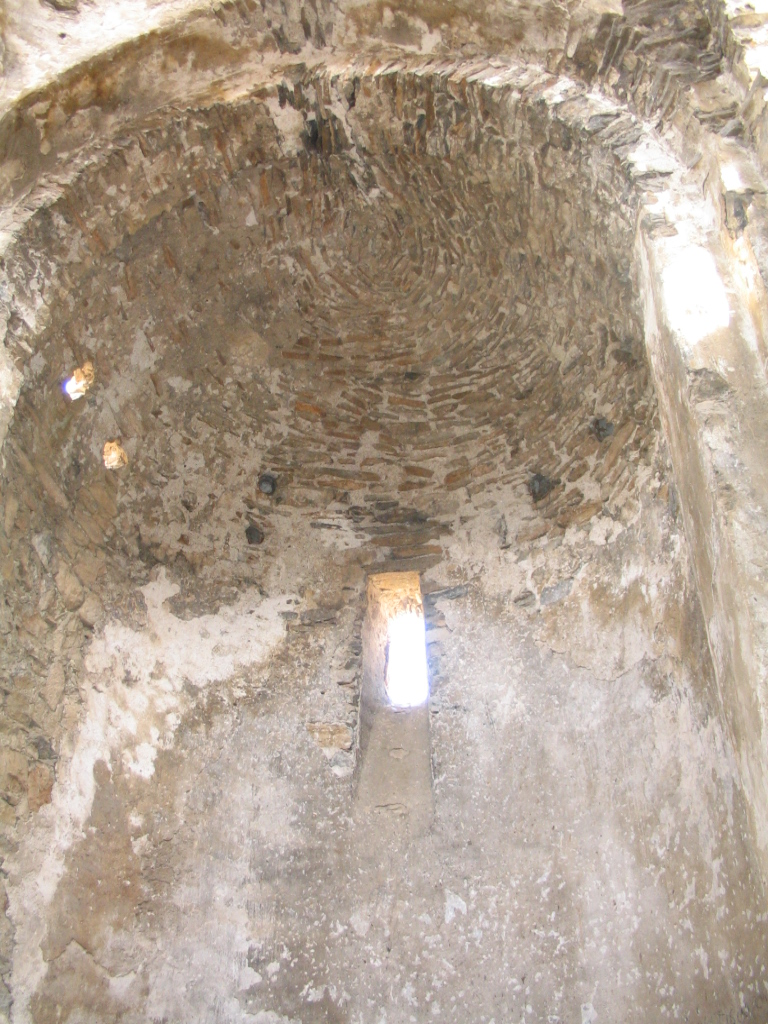
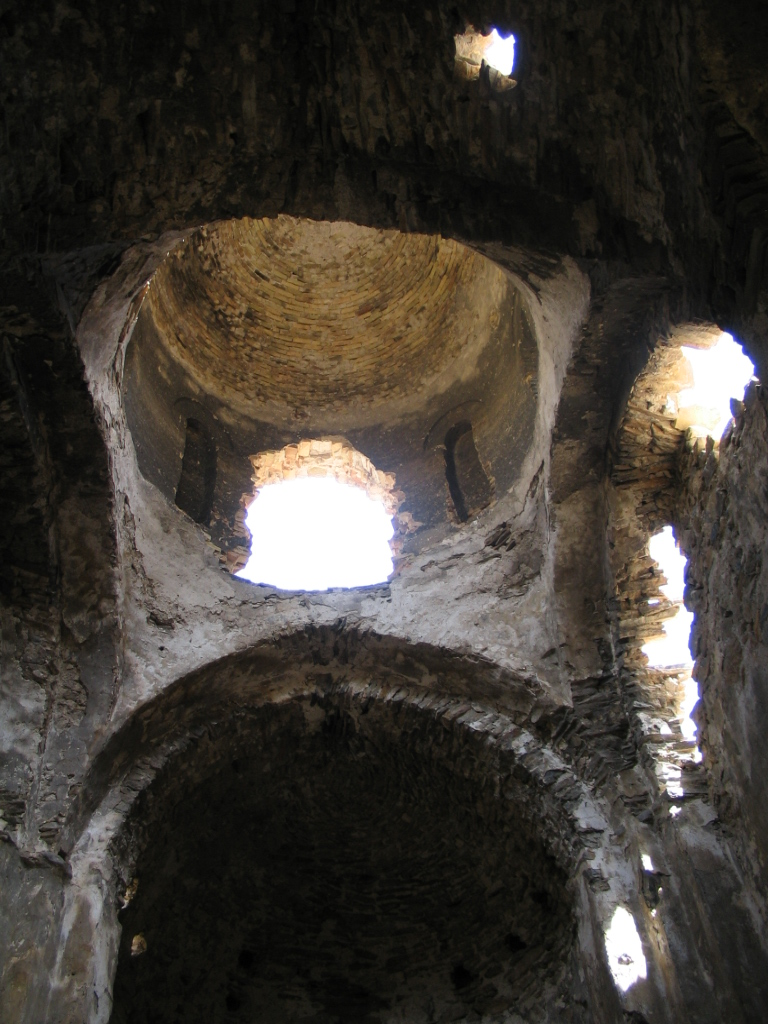
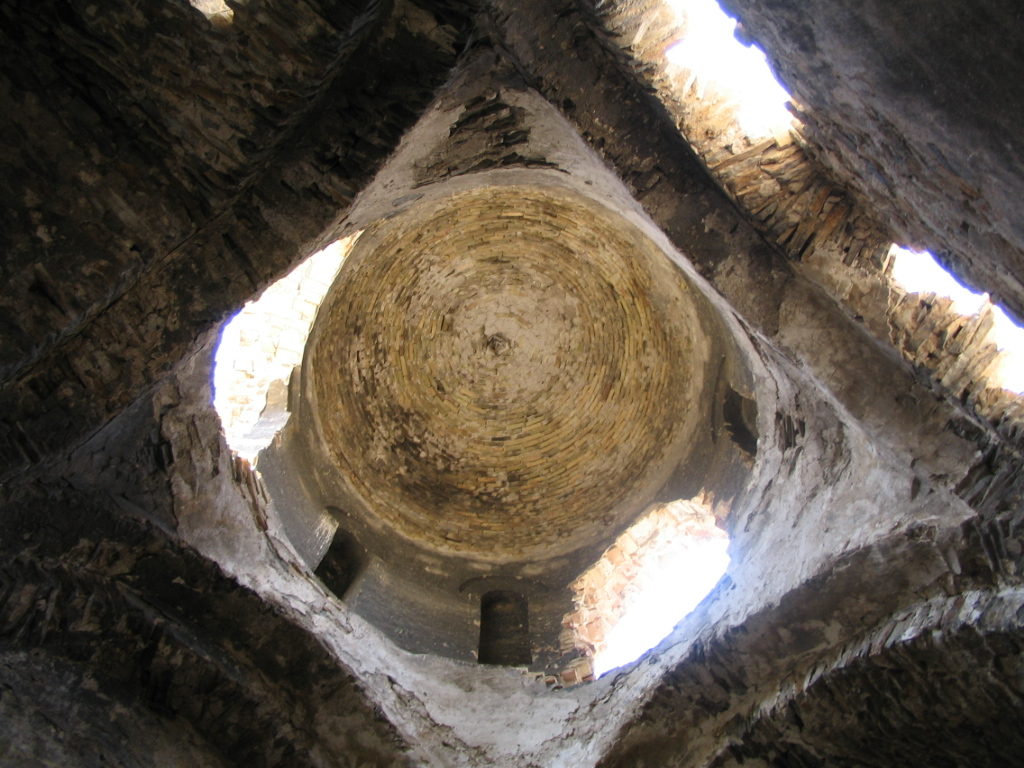
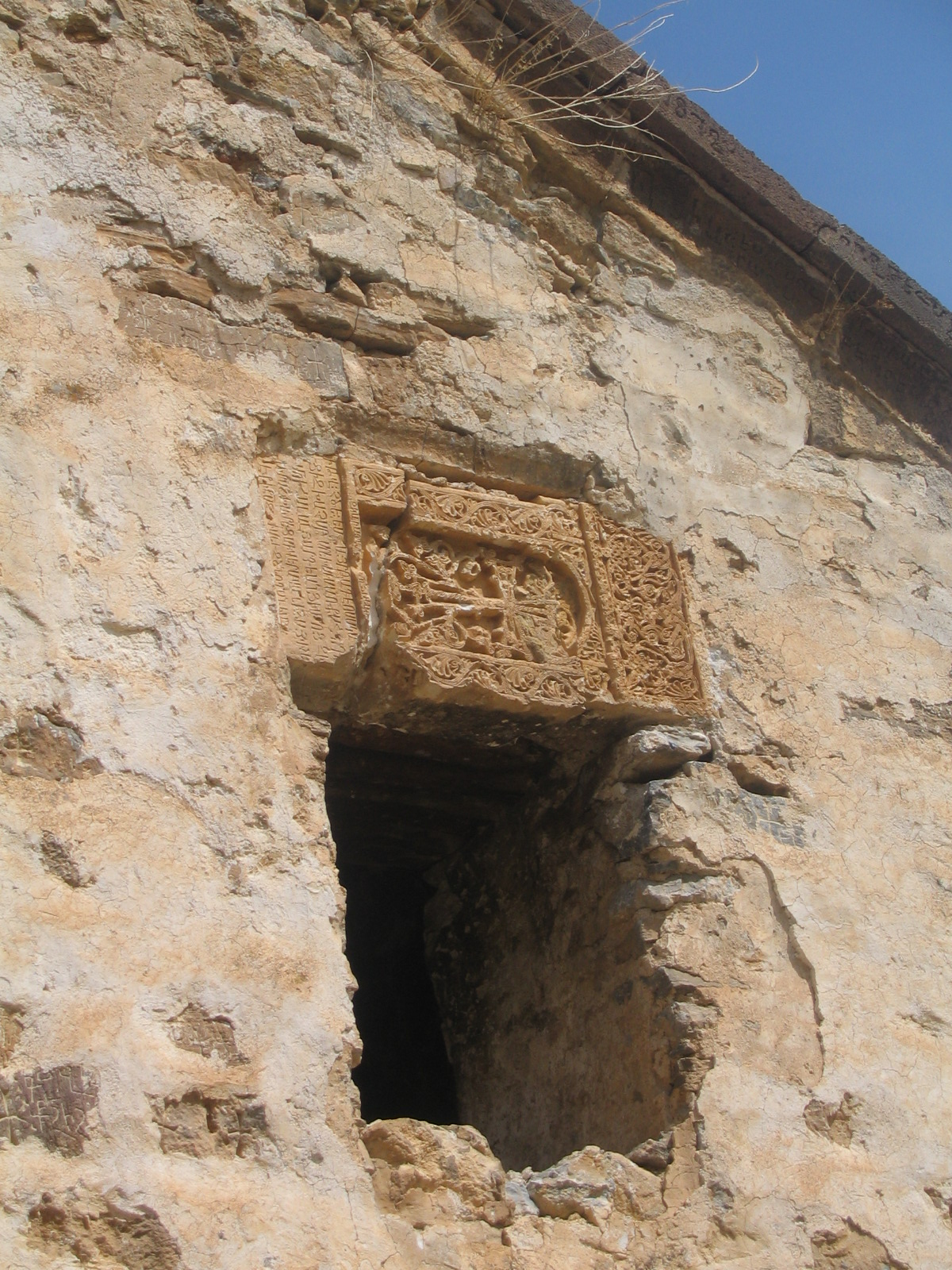